# Ledomyia parma
Ledomyia parma är en tvåvingeart som först beskrevs av Ephraim Porter Felt 1914.  Ledomyia parma ingår i släktet Ledomyia och familjen gallmyggor.
Artens utbredningsområde är New York. Inga underarter finns listade i Catalogue of Life.